# 初音空美
初音 空美 (はつね そらみ、2月8日 - )は、日本のアイドル、歌手、女優で、2010年から子役として活動。千葉県出身。所属事務所はWALLOP ENTERTAINMENT。身長144cm。血液型O型。
2025年、 アイドルグループ「えすれある」に加入。赤色担当。

## 出演

### テレビドラマ
- 生むと生まれるそれからのこと (2011年、NHK総合テレビ) - 森聡美 (幼少期)  役
- 強行帰国〜忘れ去られた花嫁たち〜 (2012年、TBS) - 沢村弘子 (幼少期)  役
- 警視庁南平班～七人の刑事～6 (2013年、TBS) - 少女 役
- 実験刑事トトリ2 (2013年、NHK) - 森下七海 役
- 池上彰のJAPANプロジェクト 交通戦争 (2014年4月12日、テレビ東京) - 原久美子 役
- テレビ未来遺産 "終戦69年" ドラマ特別企画遠い約束〜星になったこどもたち〜 (2014年8月25日、TBS) - 道子 役
- シリーズ被爆70年 ヒロシマ 復興を支えた市民たち 第1回「鯉昇れ、焦土の空へ -あなたは広島カープを知っていますか?-」 (2014年9月26日、NHK広島放送局) - 砂田陽子 役
- 都市征伐 (2014年)
- 世にも奇妙な物語 25周年記念!秋の2週連続SP ～映画監督編～ (2015年、フジテレビ)
- ウルトラマンX 第16話・第20話 (2015年11月10日・12月8日、テレビ東京) - 橘かおる 役
- 念力家族 「薄闇の春の廊下ですれ違うカラクリ人形 時間よとまれ」 (2016年4月25日、NHK Eテレ) - 美羽 役
- 仰げば尊し (2016年7月17日、TBS) - 吹奏楽部員 (小学生) 役
- 警視庁・捜査一課長 season2 第1話 (2017年4月13日、テレビ朝日) - 松宮玲子 (幼少期) 役

### 映画
- ふがいない僕は空を見た (2012年)
- ウルトラマンサーガ (2012年) - ミコ 役
- 奇跡のリンゴ (2013年) - 木村咲 役
- 僕は友達が少ない (2014年) - 三日月夜空 (幼少期) 役
- 太陽 (2016年) - 生田結 (幼少期)  役
- 64 (ロクヨン) - 後編 (2016年) - 目崎早紀 役
- 君の笑顔に会いたくて (2017年) - 村野梨沙 役
- 書くが、まま (2018年) - 城田芽生 役

### 短編映画
- 三人家族ゲーム (2023年) - 美紀 役
- あおちゃん、あのね (2024年12月11日、劇場公開) - 主演ましろ役、監督・脚本

### テレビ
- シャキーン! (2011年、Eテレ)
- ためしてガッテン (2013年、NHK総合テレビ) - おしっこへらすもん 役
- ファミリーヒストリー (2013年、NHK総合テレビ) - 天童よしみ (幼少期) 役
- 世紀の大事件 (2014年4月、フジテレビ) - 畠山鈴香 (幼少期) 役
- 美の巨人たち (2014年4月、テレビ東京) - ラン 役

### テレビアニメ
- うさぎドロップ 第10話 (2011年9月、フジテレビ)
- ラプンツェルのウェディング (2012年)

### インターネット
- KEEP WALKING THEATRE #02「約束」 (2012年) - 春花 役
- ショートムービー 「時を超える絆」 (2019年) - 主演・藤田麻衣 役

### バラエティ
- ハッピーナビ (2011年4月 - 2012年3月、JCN) - MC担当
- 踊る!さんま御殿‼︎ (2013年、日テレ)
- タカトシの涙が止まらナイト (2014年、テレビ東京)
- 奇跡体験!アンビリバボー 友達と川遊びがしたい★少女の切なる願い (2014年10月18日、フジテレビ) - 原侑希 役

### テレビCM
- 日本マクドナルド ハッピーセット スマイルプリキュア篇 (2012年)

### ラジオCM
- ダイワハウス (2012年)

### ラジオドラマ
- 海電 (2011年5月、NHK-FM FMシアター)
- 線路は曲がるよどこまでも (2012年3月、NHK-FM FMシアター)

### 舞台
- 明日、魔法使いになる方法 2022 (2022年11月11日 - 14日) - キラ (チームK) 役
- AIと命 (2023年1月、新宿44FANTASYホール) - エビネ 役
- 混血脈-MIXSEED- 詠声 (2023年4月13日 - 16日、武蔵野芸能劇場) - フラン・シウム (紅チーム) 役
- Café fiction; riva ricostruzione (2023年7月25日 - 8月6日、三栄町LIVE STAGE) - 鹿島悠 役 (Bキャスト)
- Soul Sign2024 (2024年10月24日 - 10月27日、JOYJOY THEATER)

### ゲーム
- キャンピングママ+パパ (2011年7月、任天堂)
- ファイナルファンタジー (2013年) - モーグリ族 役

### 音楽
- 戦国鍋TV ラブレター (2012年) - バックコーラス
- みいつけた! ハーイ&バーイ (2015年、Eテレ) - バックコーラス

### LIVE
- イ・ミンホ ファンミーティング Minoz JAPAN 3rd EVENT～Lee Min Ho with Winter Symphony～ (2012年12月)
- 光合成.Vol.1 (2024年8月29日、文京HEADPOWER)

### ミュージック・ビデオ
- 平野洋二 / 君がいれば (歌 平野洋二、作詞/作曲 平野洋二、編曲 明石昌夫、2023年12月1日)
- 舞乃空 / 「うたかた」 (2023年2月8日)

### YouTubeドラマ
- 高校中退生の東大受験物語 (2023年4月 - 2024年3月) - 主演・安藤蒼 役

### YouTube
- 宇宙へのポータルサイト sorae (2024年2月 ～) - ナレーター